# Jurgen Bey
Jurgen Bey né en 1965 à Soest est un designer de produits néerlandais. 

## Biographie

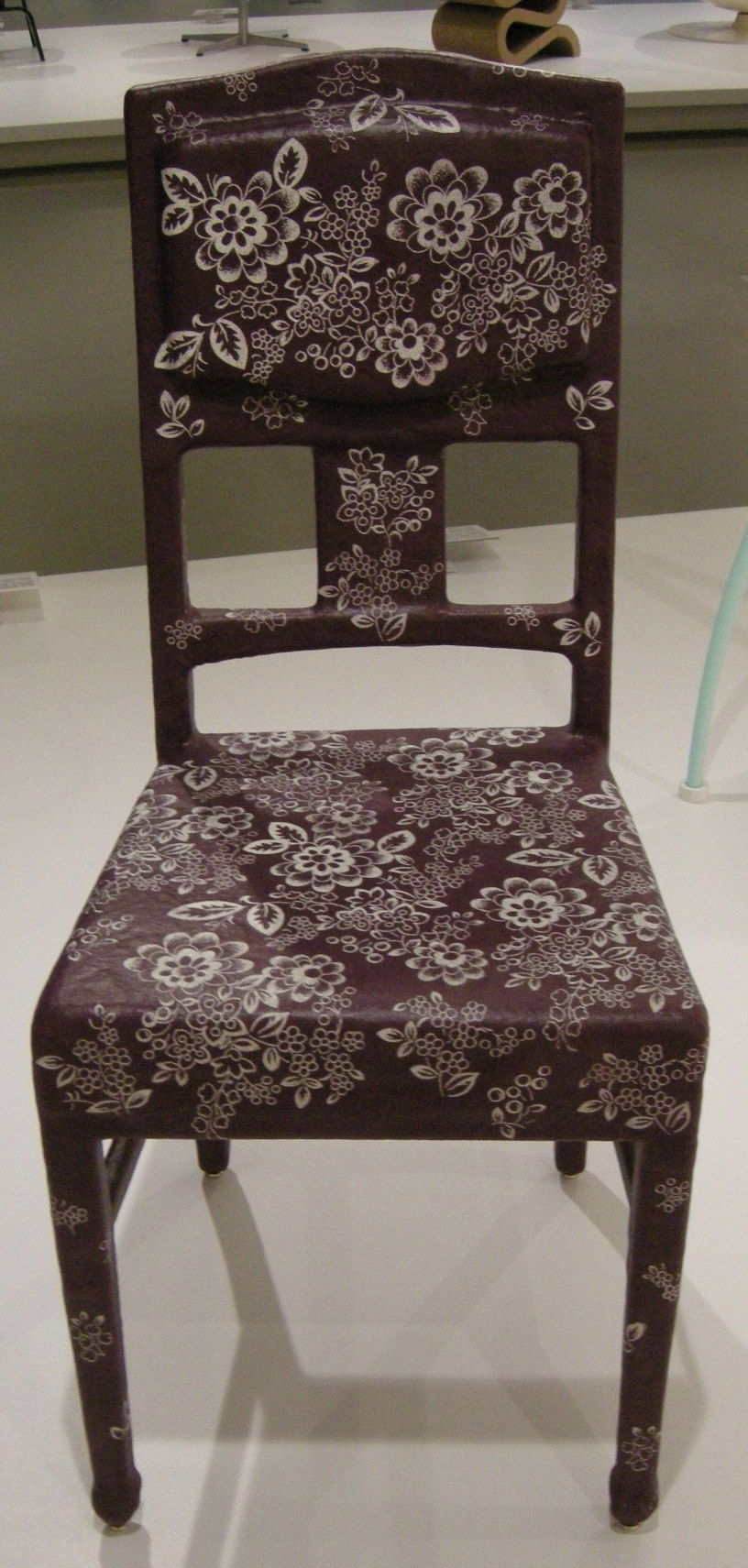
La chaise de Saint-Pétersbourg.

De 1984 à 1989, il a étudié à l'Académie de design industriel d'Eindhoven.
Le travail de Bey consiste à concevoir des meubles. Ces œuvres sont produites dans son studio ou par des sociétés telles que Droog Design, Koninklijke Tichelaar Makkum, Moooi et Prooff.
En 2002, Bey a fondé Studio Makkink & Bey avec l'architecte Rianne Makkink. Il a remporté plusieurs prix, comme les Prins Bernhard Cultuurfonds en 2005 et le Woonbeurspin en 2008.
Les meubles et objets de Jurgen Bey font notamment partie de la collection du Centraal Museum à Utrecht.
Depuis septembre 2010, Bey est également directeur de l' Institut Sandberg d'Amsterdam, le programme de maîtrise de la Gerrit Rietveld Academy . En 2014, il a été nommé membre de l'Académie des Arts.